# Вендроњо
Вендроњо (итал. Vendrogno) је насеље у Италији у округу Леко, региону Ломбардија.
Према процени из 2011. у насељу је живело 131 становника. Насеље се налази на надморској висини од 726 м.

## Становништво
| 1931. | 1936. | 1951. | 1961. | 1971. | 1981. | 1991. | 2001. | 2011. |
| ----- | ----- | ----- | ----- | ----- | ----- | ----- | ----- | ----- |
| 938   | 934   | 786   | 559   | 428   | 337   | 320   | 328   | 319   |